# Laglio
Laglio (lombardul: Laj) település Olaszországban, Lombardia régióban, Como megyében. Lakosainak száma 886 fő (2023. január 1.). Laglio Brienno, Carate Urio, Faggeto Lario, Nesso és Pognana Lario községekkel határos.

## Népesség
A település lakossága az elmúlt években az alábbi módon változott:
| Lakosok száma | 889  | 894  | 886  |
|               | 2017 | 2018 | 2023 |